# Håkan Malmrot
Håkan Malmrot (Örebro, 29 de novembre de 1900 - Karlskrona, Blekinge, 10 de gener 1987) va ser un nedador suec que va competir en els anys posteriors a la Primera Guerra Mundial.
El 1920 va prendre part en els Jocs Olímpics d'Anvers. Va disputar els 200 i els 400 metres braça del programa de natació. En ambdues proves guanyà la medalla d'or, sempre per davant de Thor Henning i Arvo Aaltonen. El 1980 fou inclòs a l'International Swimming Hall of Fame.